# マンフレッド交響曲
マンフレッド交響曲（露: Манфред-Симфония）、正式には《バイロンの劇詩による4つの音画の交響曲『マンフレッド』》（仏: Manfred : symphonie en quatre tableaux d’après le poème dramatique de Byron）ロ短調 作品58は、ピョートル・チャイコフスキーが1885年5月から9月にかけて書き上げた管弦楽曲。バイロン卿が1817年に書いた劇詩『マンフレッド』に基づくチャイコフスキー唯一の標題交響曲であり、チャイコフスキーが番号付けを行なわなかった唯一の交響曲である（順番から言うと、交響曲第4番と第5番の間に作曲されている）。
ミリイ・バラキレフに献呈され、1886年3月11日に、マックス・エルトマンスデルファーの指揮によりモスクワで初演された。全曲を通した演奏は約55分である。作曲者によって1885年に4手ピアノ版も作成されている。

## 作曲の経緯
「バイロンの『マンフレッド』による標題交響曲」という企画は、バラキレフによるものだった。しかし、なぜかバラキレフ自身は作曲しようとはせず、エクトル・ベルリオーズに作曲を打診するが、ベルリオーズは高齢と病気のため断っている。次にバラキレフが白羽の矢を立てたのがチャイコフスキーだったのである。バラキレフは1882年10月9日のチャイコフスキー宛の書簡で、自分が手をつけようとはしない理由を次のように釈明している。
「この壮大な主題は私には似合いませんし、私の内なる精神構造にも調和しないのです。」
チャイコフスキーは1885年までの数年間、この題材を忘れていたが、その年バイロンの『マンフレッド』を手に入れ、標題交響曲の作曲に着手したのである。バラキレフはあらかじめ、どのような標題を用いるべきか詳述し、どの調性を用いるべきかや転調の仕方まで指図してきたが、チャイコフスキーは自分自身の判断を貫いた。完成した際には、チャイコフスキーのいつもの癖で、本作を自分の最上の作品の一つと見なしていたが、時間が経つにつれて自信を失い、第1楽章を除いて破棄しなければと考えるようになった（ただしこの思い付きは実行されなかった）。

## 楽器編成
フルート3（第3フルートはピッコロ持ち替え）、オーボエ2、コーラングレ、クラリネット（A管）2、バスクラリネット、バスーン3、ホルン4、コルネット2、トランペット2、テノールトロンボーン2、バストロンボーン1、チューバ1、ティンパニ、バスドラム、シンバル、タムタム、鐘、トライアングル、タンバリン、ハープ2、弦楽五部、オルガン。

## 楽曲構成
以下の4つの楽章からなる。

### 第1楽章 アルプスの山中を彷徨うマンフレッド
Lento lugubre - Più mosso (Andante) - Moderato con moto - Andante - Andante con duolo
構造としては長大な序奏とソナタ形式でいう提示部、およびコーダからなる。曲はアンダンテ・ルグーブレ、4/4拍子で“悲しげに”開始される。マンフレッド主題がバス・クラリネットとファゴットでイ短調で提示され、これが曲全体を支配する。序奏後半に入るとピウ・モッソ（アンダンテ）、ロ短調となり、クライマックスに達する。第111小節のモデラート・コン・モートからは提示部の第1主題に相当するが、冒頭の主題で既に暗示されていたものである。第2主題はアンダンテ、3/4拍子となりロ短調で第1句（アルタルテの主題）が、第2句が嬰ヘ短調で提示されると、第2主題の2つの要素により展開的な楽想の部分に入る。第289小節からコーダに入り、冒頭の主題が“悲しみをもって"回帰し、強烈なクライマックスを作って締めくくる。

### 第2楽章 アルプスの妖精
Scherzo. Vivace con spirito - L'istesso tempo
ロ短調 2/4拍子、3部形式。トリオの後とコーダではマンフレッドの主題が現れている。

### 第3楽章 山人の生活
Andante con moto
ト長調 6/8拍子、自由なロンド形式。全体の構造としてはA-B-C-A-D-E-B-F-マンフレッド主題-C-A-F-C-D-Aとなる。冒頭のオーボエによる伸びやかな主要主題が中心となり、さまざまな形で扱われる。

### 第4楽章 アリマーナの地下宮殿
Allegro con fuoco - Lento - Allegro con foco - Andante - Adagio, ma a tempo rubato - Molt più lento - Allegro non troppo - Allegro molto Vivace - Largo
アレグロ・コン・フオーコを主部とする3部形式の部分の後に第1楽章の再現、および長大なコーダで構成されている。曲はアレグロ・コン・フオーコ、ロ短調 4/4拍子で開始され、激情的な起伏を持って進む。中間部はレントとなり穏やかになるが、第1楽章の序奏の副次旋律がトゥッティで出現してから再現部へ入る。アンダンテ、イ短調に転じてマンフレッド主題が現れる。アダージョ 3/4拍子でアスタルテの主題も再現され、速度を速めてクライマックスを形成してゆく。最後はラルゴでひそやかに曲を閉じる。

## 版の違い
原典版と改訂版の2つの版が存在する。原典版では、終楽章のコーダにおいて、開始楽章のコーダが回想されるが、改訂版ではその後に救いのハーモニウムのコラールが付いているという違いがある。エフゲニー・スヴェトラーノフは「クリンのチャイコフスキー博物館所蔵の自筆草稿を用いた録音」を謳っているが、その詳細については現在のところ不明な点が多い。原典版の演奏時間は約50分で、ドミトリー・キタエンコやマリス・ヤンソンスらがこの版を使っている。

## 評価
一般的には本作を偉大な作品と見る向きは多くない。たとえば音楽評論家デイヴィッド・ハーウィッツによると、レナード・バーンスタインは本作を「屑」呼ばわりして、決して録音しようとしなかった。しかしアルトゥーロ・トスカニーニのように、本作をチャイコフスキーの最も華麗で霊感あふれる作品に数える向きもある（ただしかなりの部分にカットを加え、録音では45分程度の長さにされている）。
近年は主要なオーケストラや指揮者によって、録音に採り上げられることが増えている。たとえばイーゴリ・マルケヴィチやユージン・オーマンディ、ムスティスラフ・ロストロポーヴィチ、ロリン・マゼール、クルト・マズア、アンドレ・プレヴィン、エフゲニー・スヴェトラーノフ、ヴェロニカ・ドゥダロヴァ、ミハイル・プレトニョフ、ウラジミール・フェドセーエフ、ユーリ・テミルカーノフ、リッカルド・ムーティ、リッカルド・シャイー、アンドルー・リットン、ユーリ・アーロノヴィチ、小林研一郎、ウラディーミル・アシュケナージ、リコ・サッカーニ、ユーリ・シモノフ、モーリス・アブラヴァネル、ヴァシリー・ペトレンコ、アンドリス・ネルソンスらの録音がある。
特にスヴェトラーノフはこの曲を溺愛しており、原典版と改訂版の両方を録音した上、生涯一度だけ指揮したベルリン・フィルハーモニー管弦楽団との演奏会でもこの曲をメインに選んだ（これも録音が残っている）。
このように録音数は決して少なくはないが、交響曲全集に収録されないこともあり、番号付きの6曲に比べて扱いは不遇である。